# Adriano Ferreira Martins
Adriano Ferreira Martins (San Paolo, 21 gennaio 1982) è un ex calciatore brasiliano, di ruolo attaccante.

## Palmarès

### Club

#### Competizioni internazionali
- Coppa Sudamericana: 1

Internacional: 2008